# Terragen

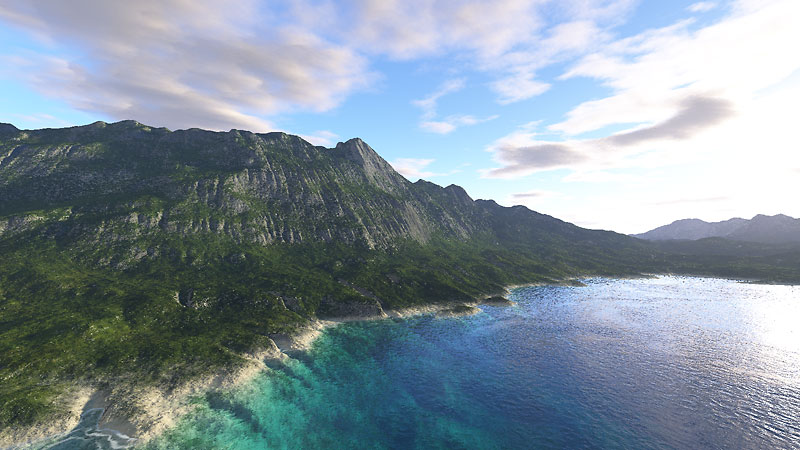
Terragenbild mit Wasser/Transparenz sowie Spiegelung und „3D-Clouds“

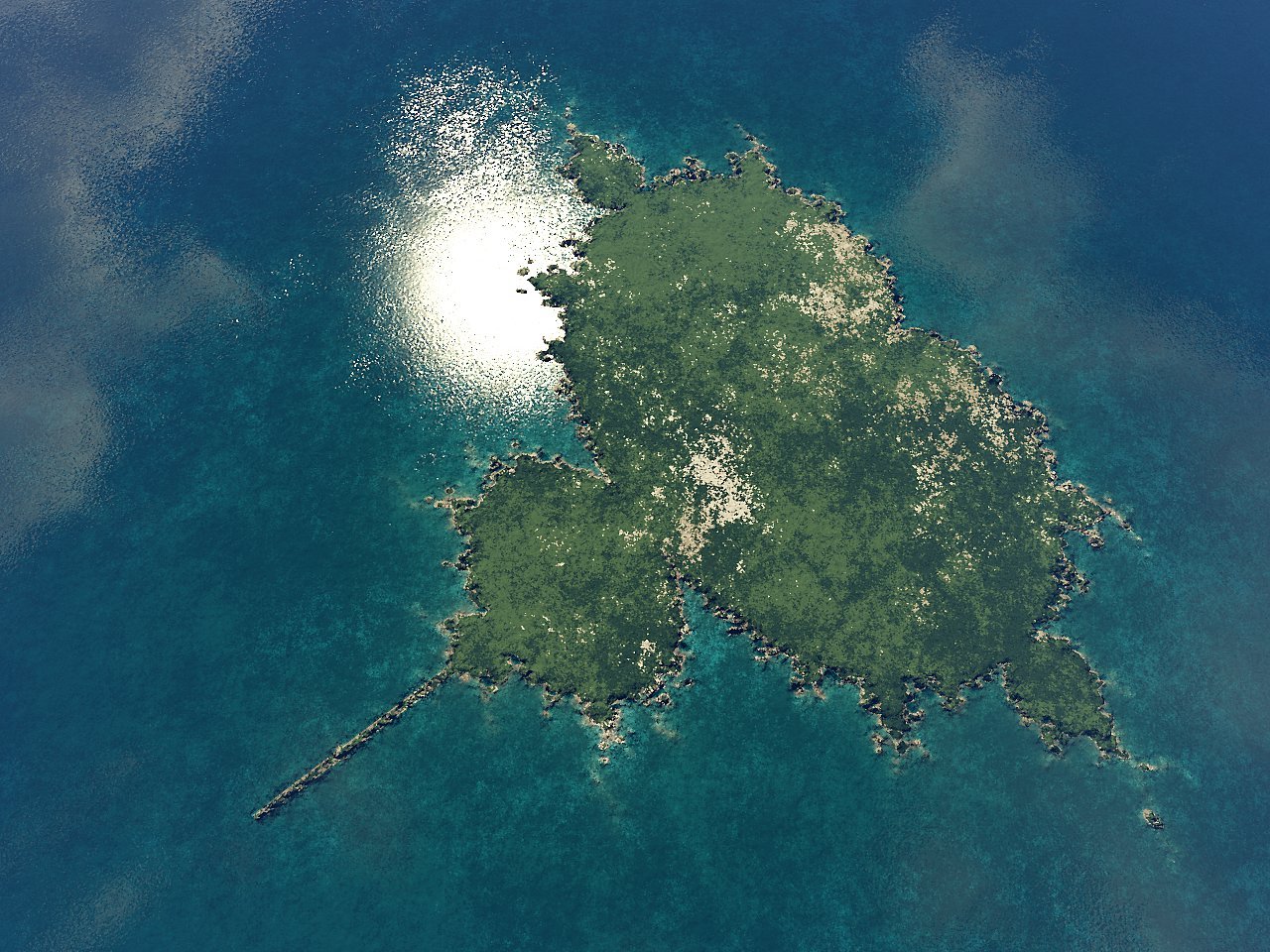
Insel in Form der Mandelbrot-Menge

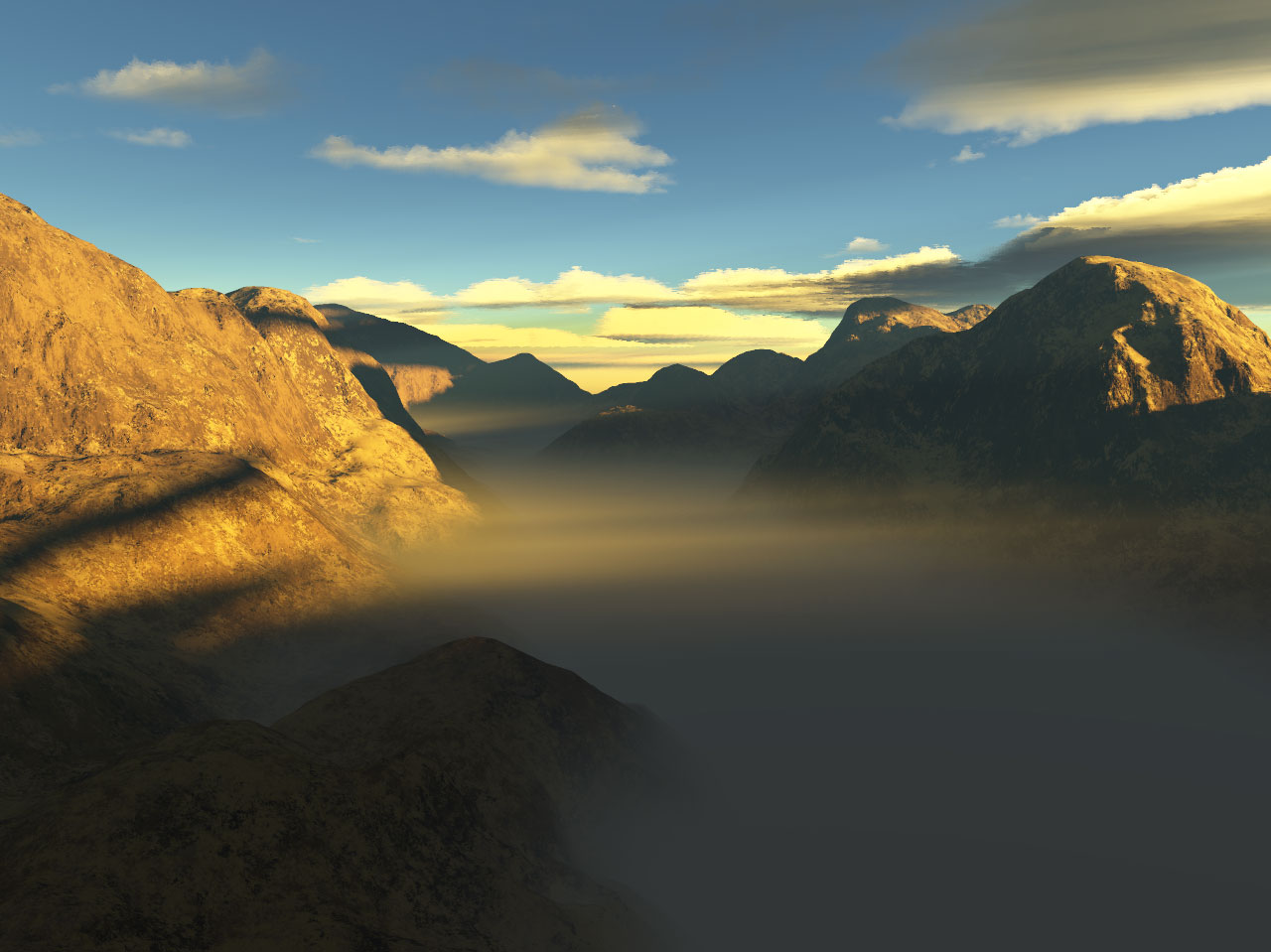
Beispiel für Lichtstrahlen im Dunst

Terragen ist ein von Matt Fairclough entwickelter 3D-Landschafts-Generator zum Erstellen fotorealistischer Grafiken. Die aktuelle Version Terragen 4 ist für Microsoft Windows und Apple Macintosh erhältlich. Sie kann als kostenlose Version heruntergeladen werden, die jedoch in Auflösung, Detailgenauigkeit und Animationsmöglichkeiten eingeschränkt ist. Es existierte auch eine Variante namens Terragen Classic, deren Vertrieb jedoch offiziell vom Hersteller eingestellt wurde.

## Komponenten von Terragen Classic
Terragen basiert im Wesentlichen auf vier Komponenten: Terrain, Surface, Himmel/Atmosphäre und Wasser.

### Terrain
Um die Form der Landschaft zu beschreiben, nutzt Terragen Heightmaps. Dabei wird jedem Punkt im Terrain ein Höhenwert zugeordnet. Diese Heightmaps werden in der Regel einfach Terrain genannt.
Terragen benutzt für Terrains Standardformate nach der Bildungsvorschrift {\displaystyle 2^{k}+1;k\in \mathbb {N} }.
Somit enthält ein 513² Terrain 513*513 Punkte und dazwischen 512*512 Flächen.
Obwohl problemlos auch Formate geladen werden können, die diesem Standard nicht entsprechen, haben tatsächlich die meisten Terrains die Formate 513², 1025², 2049² etc. Terragen enthält einen eigenen Terraingenerator, allerdings existieren zahlreiche von Nutzern programmierte Freeware-Generatoren, die teils bessere Ergebnisse liefern. Zu den externen Terraingeneratoren gehören z. B. World Machine, Terrabrush, Terraformer2, Leveller und Terrapainter.

### Surface
Die Oberflächengestaltung erfolgt in Terragen über das eingebaute Surfacesystem (engl. Oberfläche). Die Oberfläche besteht dabei aus verschiedenen Lagen (sogenannte Layer). Die Verteilung der einzelnen Layer kann mittels Hangneigung (Slope) und der Höhe geregelt werden. So ist es beispielsweise möglich, einen Layer für Gras zu erstellen, der ähnlich wie reales Gras nur in den Tälern eines Gebirges, und dort nur an flachen Stellen erscheint. Sowohl die Verteilung, als auch das Aussehen jedes Layers kann dabei separat geregelt werden. Bei den Gestaltungsmöglichkeiten von Farbe und Struktur der Oberfläche in Terragen wurden zahlreiche Optionen, die man sonst in professionellen Raytracing-Programmen findet nur indirekt eingebunden. So verfügt Terragen nicht über die Möglichkeit, Texturen, Bumpmaps oder Masken selbst einzubinden. Um dennoch große Landschaften mit einer detaillierteren Struktur zu versehen, benutzt Terragen ein prozedurales Bumpmapping, wobei Höhe und Struktur einstellbar sind.

### Himmel/Atmosphäre
Der Himmel wird auf eine einfache, gekrümmte Fläche gerendert. Es steht auch ein einfaches System zur zufälligen Erstellung von Wolken zur Verfügung, die entweder zweidimensional als Texturschicht oder als dreidimensionale Objekte gewählt werden können. Zudem existiert die Möglichkeit, die Atmosphäre der Welt zu verändern, sodass beispielsweise glutrote Sonnenuntergänge oder dichter Nebel möglich werden.

### Wasser
Auch die Wasseroberfläche wird prozedural erstellt. Mit realistischen Reflexionen und Transparenz ist das Wasser in Terragen eines der aufwändigsten und realistischsten Features. Außerdem werden im Wasser Wellen unterschiedlicher Beschaffenheit simuliert, ebenso kann in Küstennähe Schaum eingestellt werden.

## Vor- und Nachteile von Terragen Classic

### Vorteile
Einer der größten Unterschiede Terragens zu anderen Raytracingprogrammen ist zweifellos die starke Spezialisierung auf das Motiv Landschaft. Daraus erwachsen die wesentlichen Vor- und Nachteile.
Der erste auffällige Vorteil liegt in der schnellen Erlernbarkeit der Grundlagen. Obwohl das Programm eine ausschließlich englische Benutzeroberfläche bietet, kann auch ein Einsteiger schnell zu ansehnlichen Ergebnissen kommen. Ein weiterer Vorteil ist die Freewareversion – Konkurrenzprodukte bieten diesen Service nicht und sind selbst in der günstigsten Version noch teurer als die Registrierung von Terragen.
Mit Skripten oder externen Zusatztools lassen sich auch kleine Filme rendern. Schöne Effekte ergeben sich dabei durch Kamerafahrten durch die Landschaft oder Sonnenauf- und -untergänge.

### Nachteile
Mit alldem einher gehen jedoch auch wesentliche Nachteile. Besonders erfahrenere Nutzer bemängeln oft die langsame Weiterentwicklung und ständigen Terminverschiebungen bzw. Nichteinhaltung von Terminen. Beispielsweise wurde als Veröffentlichungstermin für TG2 Ende 2004 angekündigt, am 15. Dezember 2006 fand schließlich die Technology-Preview-Veröffentlichung von TG 2 statt.
Auch das letzte Update nach etwa zwei Jahren Stillstand konnte viele langjährige Nutzer nicht überzeugen. Extremer Nachteil und Grund, weshalb sich manche Nutzer auch teureren Programmen zugewandt haben, ist das Fehlen von 3D-Objekten innerhalb der Landschaft, wie z. B. echter Vegetation und Steinen. Das Surface-System kann zwar Landschaften aus großer Entfernung recht realistisch simulieren, nahe Strukturen fallen jedoch oft grobschlächtig und flach aus. Zudem lässt die Auflösung des Terrains im Vordergrund oft zu wünschen übrig – sichtbare Ecken und Kanten sind die Folgen. Dieses Manko will Terragen 2 aus der Welt schaffen. Prozedurale Terrains sollen der Landschaft aus jeder Entfernung betrachtet das nötige Detail verleihen. Zudem sollen 3D-Objekte wie Bäume und Steine über das Terrain verteilt werden können. Damit würde Terragen zum Teil mit Vue 5 infinite gleichziehen können.

## Terragen 2
Terragen 2 (kurz: TG2) ist der nächste, große Versionssprung von Terragen. TG2 ist nicht zu verwechseln mit Terragen D/TGD. TGD ist lediglich der Name der neuen Renderengine.
Die Vorschauversion von Terragen 2 konnte am 15. Dezember 2006 offiziell heruntergeladen werden und führte zu Überlastung der Server.
Obwohl Terragen die Version 1.0 noch nicht erreicht hatte, wurde TG2 dennoch als zweite Version von Terragen betrachtet, da TG2 von Grund auf neu programmiert war und wenig mit der alten Version gemein hatte. Dabei wurde Terragen noch um eine lange Liste von Merkmalen erweitert:
- Wolken
  - neue Wolkenengine
  - mehrere Wolkenschichten
- Terrain
  - prozedurale Terrains
  - Überhänge
  - Tunnel/Höhlen
- Neue Atmosphären-Engine
- Es können 3D-Objekte aus anderen 3D-Programmen eingefügt werden.
  - Pflanzen, Bäume
  - Steine, Felsen
- Wasser
  - mehrere Wasserlevel
  - überarbeitete Wasserengine
- weiterentwickelte Renderengine: TGD

## Neuere Versionen
Am 18. August 2013 verkündete der Hersteller das Erscheinen von Terragen 3.0.07.0; im Februar 2016 wurden Beta-Tester für Terragen 3.4 gesucht.

## Kommerzielle Nutzung
Terragen oder Teile davon kommen immer wieder in Werbespots, Videospielen oder Kinofilmen zum Einsatz.
Mittels Terragen wurden beispielsweise die Hintergründe des Spiels Serious Sam oder Battlefield erstellt und eine speziell angepasste Version kam in einem Dodge-Werbespot in den USA zur Anwendung.
Im Jahr 2000 arbeitete der Programmierer Terragens, Matt Fairclough, bei Digital Domain. Die dort entstandene Terragen-Version wurde unter dem Namen Engen unabhängig von Terragen weiterentwickelt und kam in zahlreichen Filmen wie Stealth – Unter dem Radar oder The Day After Tomorrow zum Einsatz.
Der auch in Deutschland ausgestrahlte Werbespot für das Handy Motorola Pebl entstand ebenfalls in Engen.
Obwohl Engen und Terragen 2 auf demselben Code basieren und sich naturgemäß in vielen Punkten ähneln sind sie inzwischen völlig voneinander unabhängig. Dennoch kommt es oft vor, dass von Terragen die Rede ist, obwohl Engen genutzt wurde.